# 維索克 (普里盧基區)
50°39′36″N 32°30′39″E / 50.66000°N 32.51083°E
維索克（烏克蘭語：Високе），是烏克蘭的村落，位於該國北部切爾尼戈夫州，由普里盧基區負責管轄，始建於1600年，面積0.56平方公里，海拔高度116米，2001年人口106，人口密度每平方公里188.95人。